# Igor Dobroljubov
Igor Dobroljubov (født 22. oktober 1933 i Novosibirsk i Sovjetunionen, død 19. juli 2010 i Minsk i Hviderusland) var en sovjetisk filminstruktør, skuespiller og manuskriptforfatter.

## Filmografi
- Belyje rosy (Белые росы, 1983)[2][3]